# Just Dance 2022
Just Dance 2022 is een muziekspel uitgebracht door Ubisoft voor de PlayStation 4, PlayStation 5, Xbox One, Xbox Series, Nintendo Switch en Google Stadia. Het is het vervolg op Just Dance 2021. Het spel werd wereldwijd uitgebracht op 4 november 2021
Just Dance 2022 bevat 41 nieuwe muziektitels. Tevens is er de mogelijkheid om via een abonnementsmodel nieuwe muzieknummers toe te voegen.
Het spel ontving positieve recensies en heeft op verzamelsite Metacritic scores van 72% en 83% voor respectievelijk de Switch-versie en Xbox Series X-versie.